# Escut de Banyoles
L'escut oficial de Banyoles té el següent blasonament:
Escut caironat truncat: 1r. d'argent, una lletra B majúscula de sinople; 2n. d'or, 4 pals de gules. Per timbre una corona mural de ciutat.

## Història
Va ser aprovat el 16 de juny del 1983 i publicat al DOGC el 22 de juliol del mateix any amb el número 347.
La lletra B, inicial del nom de la ciutat, és el senyal tradicional de l'escut de la capital del Pla de l'Estany, juntament amb els quatre pals de Catalunya, en record dels lligams històrics de la localitat amb la Corona.